# Lista di asteroidi (787001-788000)
Di seguito una lista di asteroidi dal numero 787001  al 788000 con data di scoperta e scopritore.

## 787001–787100
| Nome   | Designazione provvisoria | Data di scoperta  | Scopritore          |
| ------ | ------------------------ | ----------------- | ------------------- |
| 787001 | 2016 CC66                | 28 novembre 2014  | Spacewatch          |
| 787002 | 2016 CP69                | 26 settembre 2006 | Mount Lemmon Survey |
| 787003 | 2016 CX72                | 6 aprile 2011     | Spacewatch          |
| 787004 | 2016 CQ74                | 17 marzo 2012     | Mount Lemmon Survey |
| 787005 | 2016 CA75                | 12 ottobre 2010   | Mount Lemmon Survey |
| 787006 | 2016 CW75                | 17 novembre 2014  | Mount Lemmon Survey |
| 787007 | 2016 CQ76                | 10 marzo 2007     | Spacewatch          |
| 787008 | 2016 CQ77                | 24 ottobre 2005   | Spacewatch          |
| 787009 | 2016 CR77                | 5 febbraio 2016   | Pan-STARRS          |
| 787010 | 2016 CU77                | 5 febbraio 2016   | Pan-STARRS          |
| 787011 | 2016 CP80                | 5 febbraio 2016   | Pan-STARRS          |
| 787012 | 2016 CA81                | 20 novembre 2014  | Pan-STARRS          |
| 787013 | 2016 CQ81                | 7 febbraio 2011   | Mount Lemmon Survey |
| 787014 | 2016 CF82                | 5 febbraio 2016   | Pan-STARRS          |
| 787015 | 2016 CV82                | 27 novembre 2014  | Pan-STARRS          |
| 787016 | 2016 CA85                | 25 ottobre 2014   | Mount Lemmon Survey |
| 787017 | 2016 CE86                | 9 gennaio 2016    | Pan-STARRS          |
| 787018 | 2016 CF86                | 5 febbraio 2016   | Pan-STARRS          |
| 787019 | 2016 CM88                | 26 marzo 2007     | Spacewatch          |
| 787020 | 2016 CP89                | 3 febbraio 2016   | Mount Lemmon Survey |
| 787021 | 2016 CT89                | 3 gennaio 2016    | Pan-STARRS          |
| 787022 | 2016 CS91                | 26 marzo 2011     | Mount Lemmon Survey |
| 787023 | 2016 CL92                | 5 febbraio 2016   | Pan-STARRS          |
| 787024 | 2016 CN95                | 4 gennaio 2016    | Pan-STARRS          |
| 787025 | 2016 CR95                | 16 gennaio 2016   | Pan-STARRS          |
| 787026 | 2016 CJ96                | 28 settembre 2008 | Mount Lemmon Survey |
| 787027 | 2016 CW96                | 16 gennaio 2016   | Pan-STARRS          |
| 787028 | 2016 CQ99                | 16 marzo 2012     | Spacewatch          |
| 787029 | 2016 CS101               | 8 dicembre 2015   | Pan-STARRS          |
| 787030 | 2016 CD103               | 5 febbraio 2016   | Pan-STARRS          |
| 787031 | 2016 CW103               | 23 settembre 2014 | Mount Lemmon Survey |
| 787032 | 2016 CR110               | 16 gennaio 2016   | Pan-STARRS          |
| 787033 | 2016 CG113               | 30 marzo 2012     | Mount Lemmon Survey |
| 787034 | 2016 CC117               | 5 febbraio 2016   | Pan-STARRS          |
| 787035 | 2016 CA118               | 4 gennaio 2016    | Pan-STARRS          |
| 787036 | 2016 CE120               | 24 novembre 2009  | Spacewatch          |
| 787037 | 2016 CG120               | 14 gennaio 2016   | Pan-STARRS          |
| 787038 | 2016 CZ123               | 17 gennaio 2016   | Pan-STARRS          |
| 787039 | 2016 CG124               | 5 febbraio 2016   | Pan-STARRS          |
| 787040 | 2016 CU124               | 20 dicembre 2014  | Pan-STARRS          |
| 787041 | 2016 CX124               | 5 febbraio 2016   | Pan-STARRS          |
| 787042 | 2016 CC125               | 27 dicembre 2006  | Mount Lemmon Survey |
| 787043 | 2016 CA128               | 9 dicembre 2015   | Pan-STARRS          |
| 787044 | 2016 CG140               | 6 febbraio 2016   | Pan-STARRS          |
| 787045 | 2016 CR144               | 24 febbraio 2012  | Spacewatch          |
| 787046 | 2016 CY145               | 15 aprile 2012    | Pan-STARRS          |
| 787047 | 2016 CC146               | 19 settembre 2014 | Pan-STARRS          |
| 787048 | 2016 CH146               | 8 gennaio 2016    | Pan-STARRS          |
| 787049 | 2016 CD151               | 1 luglio 2013     | Pan-STARRS          |
| 787050 | 2016 CU154               | 1 febbraio 2016   | Pan-STARRS          |
| 787051 | 2016 CK155               | 28 agosto 2014    | Pan-STARRS          |
| 787052 | 2016 CX155               | 6 aprile 2008     | Mount Lemmon Survey |
| 787053 | 2016 CN156               | 3 ottobre 2014    | Spacewatch          |
| 787054 | 2016 CA158               | 15 gennaio 2016   | Pan-STARRS          |
| 787055 | 2016 CB158               | 28 febbraio 2012  | Pan-STARRS          |
| 787056 | 2016 CG158               | 15 gennaio 2016   | Pan-STARRS          |
| 787057 | 2016 CV159               | 19 gennaio 2007   | P. A. Wiegert       |
| 787058 | 2016 CV160               | 19 settembre 2014 | Pan-STARRS          |
| 787059 | 2016 CR162               | 3 gennaio 2016    | Pan-STARRS          |
| 787060 | 2016 CZ162               | 25 novembre 2010  | Mount Lemmon Survey |
| 787061 | 2016 CO163               | 17 marzo 2012     | Mount Lemmon Survey |
| 787062 | 2016 CX164               | 7 gennaio 2016    | Pan-STARRS          |
| 787063 | 2016 CZ164               | 14 luglio 2013    | Pan-STARRS          |
| 787064 | 2016 CR166               | 18 novembre 2006  | Mount Lemmon Survey |
| 787065 | 2016 CJ169               | 7 settembre 2004  | Spacewatch          |
| 787066 | 2016 CY169               | 31 gennaio 2016   | Pan-STARRS          |
| 787067 | 2016 CX170               | 16 giugno 2012    | Mount Lemmon Survey |
| 787068 | 2016 CT173               | 28 gennaio 2016   | Mount Lemmon Survey |
| 787069 | 2016 CS174               | 9 febbraio 2016   | Mount Lemmon Survey |
| 787070 | 2016 CQ175               | 28 febbraio 2012  | Pan-STARRS          |
| 787071 | 2016 CP178               | 9 gennaio 2016    | Pan-STARRS          |
| 787072 | 2016 CZ179               | 22 ottobre 2014   | CSS                 |
| 787073 | 2016 CZ180               | 9 febbraio 2016   | Pan-STARRS          |
| 787074 | 2016 CL182               | 9 febbraio 2016   | Pan-STARRS          |
| 787075 | 2016 CO182               | 4 gennaio 2016    | Pan-STARRS          |
| 787076 | 2016 CB183               | 9 dicembre 2015   | Pan-STARRS          |
| 787077 | 2016 CD184               | 4 gennaio 2016    | Pan-STARRS          |
| 787078 | 2016 CA186               | 1 ottobre 2008    | Mount Lemmon Survey |
| 787079 | 2016 CX189               | 24 marzo 2012     | Mount Lemmon Survey |
| 787080 | 2016 CM192               | 4 gennaio 2016    | Pan-STARRS          |
| 787081 | 2016 CZ198               | 9 febbraio 2016   | Pan-STARRS          |
| 787082 | 2016 CE199               | 25 ottobre 2014   | Mount Lemmon Survey |
| 787083 | 2016 CJ199               | 28 marzo 2011     | Mount Lemmon Survey |
| 787084 | 2016 CC200               | 17 novembre 2014  | Pan-STARRS          |
| 787085 | 2016 CB201               | 26 ottobre 2014   | Mount Lemmon Survey |
| 787086 | 2016 CM201               | 27 aprile 2012    | Pan-STARRS          |
| 787087 | 2016 CE204               | 27 gennaio 2007   | Spacewatch          |
| 787088 | 2016 CR205               | 9 febbraio 2016   | Pan-STARRS          |
| 787089 | 2016 CG207               | 14 gennaio 2011   | Mount Lemmon Survey |
| 787090 | 2016 CC208               | 9 febbraio 2016   | Pan-STARRS          |
| 787091 | 2016 CR208               | 9 gennaio 2016    | Pan-STARRS          |
| 787092 | 2016 CQ209               | 26 agosto 2013    | Pan-STARRS          |
| 787093 | 2016 CW210               | 9 febbraio 2016   | Pan-STARRS          |
| 787094 | 2016 CD212               | 20 marzo 2002     | DES                 |
| 787095 | 2016 CG212               | 8 marzo 2005      | Spacewatch          |
| 787096 | 2016 CL215               | 23 novembre 2014  | Pan-STARRS          |
| 787097 | 2016 CW216               | 27 aprile 2012    | Pan-STARRS          |
| 787098 | 2016 CH217               | 31 agosto 2013    | Pan-STARRS          |
| 787099 | 2016 CM217               | 9 febbraio 2016   | Pan-STARRS          |
| 787100 | 2016 CO219               | 25 ottobre 2014   | Mount Lemmon Survey |

## 787101–787200
| Nome   | Designazione provvisoria | Data di scoperta  | Scopritore                  |
| ------ | ------------------------ | ----------------- | --------------------------- |
| 787101 | 2016 CR219               | 26 gennaio 2006   | Mount Lemmon Survey         |
| 787102 | 2016 CP221               | 13 maggio 2012    | Mount Lemmon Survey         |
| 787103 | 2016 CE222               | 14 luglio 2013    | Pan-STARRS                  |
| 787104 | 2016 CQ223               | 18 novembre 2014  | Mount Lemmon Survey         |
| 787105 | 2016 CS223               | 10 febbraio 2016  | Pan-STARRS                  |
| 787106 | 2016 CC224               | 25 novembre 2010  | Mount Lemmon Survey         |
| 787107 | 2016 CN224               | 3 novembre 2010   | Spacewatch                  |
| 787108 | 2016 CU225               | 5 febbraio 2016   | Pan-STARRS                  |
| 787109 | 2016 CY225               | 10 febbraio 2016  | Pan-STARRS                  |
| 787110 | 2016 CM226               | 29 gennaio 2011   | Mount Lemmon Survey         |
| 787111 | 2016 CC227               | 28 febbraio 2012  | Pan-STARRS                  |
| 787112 | 2016 CM228               | 10 febbraio 2016  | Pan-STARRS                  |
| 787113 | 2016 CK230               | 23 novembre 2006  | Mount Lemmon Survey         |
| 787114 | 2016 CC231               | 5 febbraio 2016   | Mount Lemmon Survey         |
| 787115 | 2016 CN238               | 30 gennaio 2016   | Pan-STARRS                  |
| 787116 | 2016 CB239               | 30 ottobre 2010   | Mount Lemmon Survey         |
| 787117 | 2016 CR240               | 28 ottobre 2014   | Pan-STARRS                  |
| 787118 | 2016 CB243               | 3 febbraio 2016   | Pan-STARRS                  |
| 787119 | 2016 CT243               | 13 dicembre 2006  | Spacewatch                  |
| 787120 | 2016 CV243               | 10 febbraio 2016  | Pan-STARRS                  |
| 787121 | 2016 CW248               | 31 luglio 2000    | DES                         |
| 787122 | 2016 CD249               | 11 gennaio 2016   | Pan-STARRS                  |
| 787123 | 2016 CM250               | 9 marzo 2007      | Mount Lemmon Survey         |
| 787124 | 2016 CB252               | 8 gennaio 2016    | Pan-STARRS                  |
| 787125 | 2016 CW253               | 10 febbraio 2016  | Pan-STARRS                  |
| 787126 | 2016 CP255               | 31 gennaio 2016   | Pan-STARRS                  |
| 787127 | 2016 CN258               | 27 agosto 2014    | Pan-STARRS                  |
| 787128 | 2016 CB262               | 12 dicembre 2015  | Pan-STARRS                  |
| 787129 | 2016 CX270               | 5 febbraio 2016   | Pan-STARRS                  |
| 787130 | 2016 CR271               | 5 febbraio 2016   | Pan-STARRS                  |
| 787131 | 2016 CP274               | 16 gennaio 2011   | Mount Lemmon Survey         |
| 787132 | 2016 CY275               | 11 febbraio 2016  | Pan-STARRS                  |
| 787133 | 2016 CJ277               | 12 febbraio 2016  | Pan-STARRS                  |
| 787134 | 2016 CN277               | 14 febbraio 2016  | Pan-STARRS                  |
| 787135 | 2016 CK280               | 22 settembre 2008 | Mount Lemmon Survey         |
| 787136 | 2016 CQ280               | 10 febbraio 2016  | Pan-STARRS                  |
| 787137 | 2016 CV280               | 19 marzo 2007     | Mount Lemmon Survey         |
| 787138 | 2016 CK281               | 6 febbraio 2016   | Pan-STARRS                  |
| 787139 | 2016 CS281               | 10 febbraio 2016  | Mount Lemmon Survey         |
| 787140 | 2016 CM285               | 15 aprile 2008    | Mount Lemmon Survey         |
| 787141 | 2016 CT285               | 18 gennaio 2016   | Pan-STARRS                  |
| 787142 | 2016 CZ286               | 15 agosto 2009    | CSS                         |
| 787143 | 2016 CE288               | 10 febbraio 2016  | Pan-STARRS                  |
| 787144 | 2016 CA289               | 14 febbraio 2016  | Pan-STARRS                  |
| 787145 | 2016 CF289               | 3 febbraio 2016   | Pan-STARRS                  |
| 787146 | 2016 CH289               | 22 novembre 2014  | Pan-STARRS                  |
| 787147 | 2016 CO289               | 15 agosto 2013    | Pan-STARRS                  |
| 787148 | 2016 CX289               | 20 settembre 2009 | Mount Lemmon Survey         |
| 787149 | 2016 CA290               | 9 febbraio 2016   | Pan-STARRS                  |
| 787150 | 2016 CP290               | 11 febbraio 2016  | Pan-STARRS                  |
| 787151 | 2016 CG291               | 1 maggio 2012     | Mount Lemmon Survey         |
| 787152 | 2016 CL292               | 11 febbraio 2016  | Pan-STARRS                  |
| 787153 | 2016 CT293               | 6 febbraio 2016   | Pan-STARRS                  |
| 787154 | 2016 CW293               | 9 febbraio 2016   | Pan-STARRS                  |
| 787155 | 2016 CB295               | 18 settembre 2014 | Pan-STARRS                  |
| 787156 | 2016 CP295               | 1 aprile 2012     | Mount Lemmon Survey         |
| 787157 | 2016 CU295               | 2 febbraio 2016   | Pan-STARRS                  |
| 787158 | 2016 CJ296               | 3 febbraio 2016   | Pan-STARRS                  |
| 787159 | 2016 CD298               | 1 settembre 2013  | Mount Lemmon Survey         |
| 787160 | 2016 CE298               | 4 febbraio 2016   | Pan-STARRS                  |
| 787161 | 2016 CG299               | 3 gennaio 2011    | Mount Lemmon Survey         |
| 787162 | 2016 CD300               | 26 gennaio 2007   | Spacewatch                  |
| 787163 | 2016 CE303               | 5 febbraio 2016   | Pan-STARRS                  |
| 787164 | 2016 CS303               | 8 febbraio 2011   | Mount Lemmon Survey         |
| 787165 | 2016 CY303               | 4 gennaio 2011    | Mount Lemmon Survey         |
| 787166 | 2016 CZ303               | 5 febbraio 2016   | Pan-STARRS                  |
| 787167 | 2016 CQ304               | 25 marzo 2007     | Mount Lemmon Survey         |
| 787168 | 2016 CH305               | 27 novembre 2014  | Pan-STARRS                  |
| 787169 | 2016 CQ305               | 8 novembre 2010   | Mount Lemmon Survey         |
| 787170 | 2016 CX305               | 15 agosto 2013    | Pan-STARRS                  |
| 787171 | 2016 CL306               | 14 settembre 2013 | Mount Lemmon Survey         |
| 787172 | 2016 CY306               | 12 agosto 2013    | Pan-STARRS                  |
| 787173 | 2016 CN307               | 6 febbraio 2016   | Pan-STARRS                  |
| 787174 | 2016 CZ307               | 31 gennaio 2006   | Spacewatch                  |
| 787175 | 2016 CB308               | 9 febbraio 2016   | Pan-STARRS                  |
| 787176 | 2016 CW308               | 17 gennaio 2007   | Spacewatch                  |
| 787177 | 2016 CH310               | 9 febbraio 2016   | Pan-STARRS                  |
| 787178 | 2016 CD311               | 20 novembre 2014  | Mount Lemmon Survey         |
| 787179 | 2016 CR311               | 6 settembre 2014  | Mount Lemmon Survey         |
| 787180 | 2016 CT311               | 10 febbraio 2016  | Pan-STARRS                  |
| 787181 | 2016 CW312               | 10 febbraio 2016  | Pan-STARRS                  |
| 787182 | 2016 CB313               | 23 gennaio 2011   | Mount Lemmon Survey         |
| 787183 | 2016 CL313               | 9 novembre 2004   | P. A. Wiegert, A. Papadimos |
| 787184 | 2016 CV313               | 5 febbraio 2011   | Mount Lemmon Survey         |
| 787185 | 2016 CX314               | 27 gennaio 2015   | Pan-STARRS                  |
| 787186 | 2016 CF315               | 11 febbraio 2016  | Pan-STARRS                  |
| 787187 | 2016 CH315               | 2 settembre 2014  | Pan-STARRS                  |
| 787188 | 2016 CT315               | 27 gennaio 2007   | Mount Lemmon Survey         |
| 787189 | 2016 CS316               | 28 febbraio 2012  | Pan-STARRS                  |
| 787190 | 2016 CN317               | 21 maggio 2012    | Pan-STARRS                  |
| 787191 | 2016 CP317               | 14 settembre 2013 | Pan-STARRS                  |
| 787192 | 2016 CQ317               | 21 novembre 2014  | Pan-STARRS                  |
| 787193 | 2016 CL318               | 26 novembre 2014  | Pan-STARRS                  |
| 787194 | 2016 CU318               | 30 gennaio 2011   | Pan-STARRS                  |
| 787195 | 2016 CT320               | 25 febbraio 2011  | Mount Lemmon Survey         |
| 787196 | 2016 CW321               | 12 febbraio 2016  | Pan-STARRS                  |
| 787197 | 2016 CQ322               | 14 febbraio 2016  | Pan-STARRS                  |
| 787198 | 2016 CQ325               | 5 febbraio 2016   | Pan-STARRS                  |
| 787199 | 2016 CO329               | 28 febbraio 2012  | Pan-STARRS                  |
| 787200 | 2016 CE330               | 10 febbraio 2016  | Pan-STARRS                  |

## 787201–787300
| Nome   | Designazione provvisoria | Data di scoperta  | Scopritore          |
| ------ | ------------------------ | ----------------- | ------------------- |
| 787201 | 2016 CT333               | 6 febbraio 2016   | Pan-STARRS          |
| 787202 | 2016 CG337               | 11 febbraio 2016  | Pan-STARRS          |
| 787203 | 2016 CH337               | 6 febbraio 2016   | Pan-STARRS          |
| 787204 | 2016 CM338               | 6 febbraio 2016   | Pan-STARRS          |
| 787205 | 2016 CN339               | 11 febbraio 2016  | Pan-STARRS          |
| 787206 | 2016 CT339               | 9 febbraio 2011   | Mount Lemmon Survey |
| 787207 | 2016 CP340               | 5 febbraio 2016   | Pan-STARRS          |
| 787208 | 2016 CY340               | 9 febbraio 2016   | Pan-STARRS          |
| 787209 | 2016 CF341               | 4 febbraio 2016   | Pan-STARRS          |
| 787210 | 2016 CX341               | 10 febbraio 2016  | Pan-STARRS          |
| 787211 | 2016 CZ341               | 10 febbraio 2016  | Pan-STARRS          |
| 787212 | 2016 CC343               | 5 febbraio 2016   | Pan-STARRS          |
| 787213 | 2016 CU345               | 5 febbraio 2016   | Pan-STARRS          |
| 787214 | 2016 CT346               | 9 febbraio 2016   | Mount Lemmon Survey |
| 787215 | 2016 CV347               | 11 febbraio 2016  | Pan-STARRS          |
| 787216 | 2016 CD348               | 5 febbraio 2016   | Pan-STARRS          |
| 787217 | 2016 CG349               | 10 febbraio 2016  | Pan-STARRS          |
| 787218 | 2016 CE350               | 9 febbraio 2016   | Pan-STARRS          |
| 787219 | 2016 CN350               | 28 marzo 2012     | Mount Lemmon Survey |
| 787220 | 2016 CS351               | 5 febbraio 2016   | Pan-STARRS          |
| 787221 | 2016 CA352               | 5 febbraio 2016   | Pan-STARRS          |
| 787222 | 2016 CC352               | 6 febbraio 2016   | Mount Lemmon Survey |
| 787223 | 2016 CF352               | 5 febbraio 2016   | Pan-STARRS          |
| 787224 | 2016 CJ352               | 5 febbraio 2016   | Pan-STARRS          |
| 787225 | 2016 CM352               | 30 settembre 2005 | Mount Lemmon Survey |
| 787226 | 2016 CO352               | 10 febbraio 2016  | Pan-STARRS          |
| 787227 | 2016 CC353               | 1 febbraio 2016   | Pan-STARRS          |
| 787228 | 2016 CU356               | 5 febbraio 2016   | Pan-STARRS          |
| 787229 | 2016 CW356               | 11 febbraio 2016  | Pan-STARRS          |
| 787230 | 2016 CX356               | 9 febbraio 2016   | Pan-STARRS          |
| 787231 | 2016 CT358               | 9 febbraio 2016   | Pan-STARRS          |
| 787232 | 2016 CX358               | 5 ottobre 2005    | Mount Lemmon Survey |
| 787233 | 2016 CZ358               | 10 febbraio 2016  | Mount Lemmon Survey |
| 787234 | 2016 CB360               | 11 febbraio 2016  | Pan-STARRS          |
| 787235 | 2016 CM360               | 5 febbraio 2016   | Pan-STARRS          |
| 787236 | 2016 CW364               | 11 febbraio 2016  | Pan-STARRS          |
| 787237 | 2016 CK366               | 6 febbraio 2016   | Pan-STARRS          |
| 787238 | 2016 CP366               | 5 febbraio 2016   | Pan-STARRS          |
| 787239 | 2016 CE367               | 9 febbraio 2016   | Pan-STARRS          |
| 787240 | 2016 CK367               | 9 febbraio 2016   | Pan-STARRS          |
| 787241 | 2016 CF368               | 11 febbraio 2016  | Pan-STARRS          |
| 787242 | 2016 CT368               | 11 febbraio 2016  | Pan-STARRS          |
| 787243 | 2016 CO369               | 12 febbraio 2016  | Mount Lemmon Survey |
| 787244 | 2016 CC370               | 1 febbraio 2016   | Pan-STARRS          |
| 787245 | 2016 CE370               | 6 febbraio 2016   | Pan-STARRS          |
| 787246 | 2016 CO370               | 6 febbraio 2016   | Pan-STARRS          |
| 787247 | 2016 CS370               | 9 febbraio 2016   | Pan-STARRS          |
| 787248 | 2016 CU370               | 16 novembre 2009  | Mount Lemmon Survey |
| 787249 | 2016 CW370               | 6 febbraio 2016   | Pan-STARRS          |
| 787250 | 2016 CY370               | 11 febbraio 2016  | Pan-STARRS          |
| 787251 | 2016 CN371               | 6 febbraio 2016   | Mount Lemmon Survey |
| 787252 | 2016 CO371               | 27 gennaio 2011   | Mount Lemmon Survey |
| 787253 | 2016 CP371               | 5 febbraio 2016   | Pan-STARRS          |
| 787254 | 2016 CV371               | 6 febbraio 2016   | Mount Lemmon Survey |
| 787255 | 2016 CC372               | 5 febbraio 2016   | Pan-STARRS          |
| 787256 | 2016 CP372               | 10 febbraio 2016  | Pan-STARRS          |
| 787257 | 2016 CQ372               | 6 febbraio 2016   | Pan-STARRS          |
| 787258 | 2016 CU372               | 11 febbraio 2016  | Pan-STARRS          |
| 787259 | 2016 CV372               | 5 febbraio 2016   | Pan-STARRS          |
| 787260 | 2016 CW372               | 4 febbraio 2016   | Pan-STARRS          |
| 787261 | 2016 CJ373               | 5 febbraio 2016   | Pan-STARRS          |
| 787262 | 2016 CF374               | 22 novembre 2014  | Pan-STARRS          |
| 787263 | 2016 CF375               | 9 febbraio 2016   | Mount Lemmon Survey |
| 787264 | 2016 CJ375               | 1 febbraio 2016   | Pan-STARRS          |
| 787265 | 2016 CO375               | 10 febbraio 2016  | Pan-STARRS          |
| 787266 | 2016 CU376               | 14 febbraio 2016  | Mount Lemmon Survey |
| 787267 | 2016 CA377               | 10 febbraio 2016  | Pan-STARRS          |
| 787268 | 2016 CJ379               | 17 novembre 2014  | Pan-STARRS          |
| 787269 | 2016 CR379               | 10 febbraio 2016  | Pan-STARRS          |
| 787270 | 2016 CS380               | 5 febbraio 2016   | Pan-STARRS          |
| 787271 | 2016 CQ381               | 5 febbraio 2016   | Pan-STARRS          |
| 787272 | 2016 CR381               | 11 febbraio 2016  | Pan-STARRS          |
| 787273 | 2016 CS381               | 16 febbraio 2010  | Spacewatch          |
| 787274 | 2016 CY382               | 28 novembre 2014  | Pan-STARRS          |
| 787275 | 2016 CD383               | 10 febbraio 2016  | Mount Lemmon Survey |
| 787276 | 2016 CQ386               | 3 febbraio 2016   | Pan-STARRS          |
| 787277 | 2016 CV386               | 3 marzo 2006      | Spacewatch          |
| 787278 | 2016 CR388               | 11 febbraio 2016  | Pan-STARRS          |
| 787279 | 2016 CD390               | 15 settembre 2013 | Mount Lemmon Survey |
| 787280 | 2016 CB392               | 5 febbraio 2016   | Pan-STARRS          |
| 787281 | 2016 CF392               | 4 febbraio 2016   | Pan-STARRS          |
| 787282 | 2016 CJ394               | 9 febbraio 2016   | Pan-STARRS          |
| 787283 | 2016 CL394               | 1 settembre 2013  | Pan-STARRS          |
| 787284 | 2016 CQ400               | 9 febbraio 2016   | Pan-STARRS          |
| 787285 | 2016 CQ401               | 6 febbraio 2016   | Pan-STARRS          |
| 787286 | 2016 CZ401               | 7 febbraio 2016   | Mount Lemmon Survey |
| 787287 | 2016 CA402               | 5 febbraio 2016   | Pan-STARRS          |
| 787288 | 2016 CC402               | 10 febbraio 2016  | Pan-STARRS          |
| 787289 | 2016 CK402               | 6 febbraio 2016   | Pan-STARRS          |
| 787290 | 2016 CN402               | 10 febbraio 2016  | Pan-STARRS          |
| 787291 | 2016 CQ403               | 5 febbraio 2016   | Pan-STARRS          |
| 787292 | 2016 CB408               | 6 febbraio 2016   | Pan-STARRS          |
| 787293 | 2016 CT410               | 31 ottobre 2005   | Spacewatch          |
| 787294 | 2016 CA411               | 10 febbraio 2016  | Pan-STARRS          |
| 787295 | 2016 CY412               | 6 febbraio 2016   | Pan-STARRS          |
| 787296 | 2016 CB414               | 5 febbraio 2016   | Pan-STARRS          |
| 787297 | 2016 CC414               | 1 febbraio 2016   | Pan-STARRS          |
| 787298 | 2016 CM414               | 11 febbraio 2016  | Pan-STARRS          |
| 787299 | 2016 CN414               | 11 febbraio 2016  | Pan-STARRS          |
| 787300 | 2016 CW414               | 6 febbraio 2016   | Pan-STARRS          |

## 787301–787400
| Nome   | Designazione provvisoria | Data di scoperta  | Scopritore            |
| ------ | ------------------------ | ----------------- | --------------------- |
| 787301 | 2016 CE415               | 9 febbraio 2016   | Pan-STARRS            |
| 787302 | 2016 CY415               | 2 febbraio 2016   | Pan-STARRS            |
| 787303 | 2016 CF416               | 4 dicembre 2010   | Mount Lemmon Survey   |
| 787304 | 2016 CJ416               | 2 febbraio 2016   | Pan-STARRS            |
| 787305 | 2016 CF417               | 5 febbraio 2016   | Pan-STARRS            |
| 787306 | 2016 CK423               | 9 febbraio 2016   | Pan-STARRS            |
| 787307 | 2016 CR423               | 6 febbraio 2016   | Pan-STARRS            |
| 787308 | 2016 CD429               | 11 febbraio 2016  | Pan-STARRS            |
| 787309 | 2016 CV429               | 10 febbraio 2016  | Pan-STARRS            |
| 787310 | 2016 CB430               | 10 febbraio 2016  | Pan-STARRS            |
| 787311 | 2016 CC430               | 21 novembre 2014  | Pan-STARRS            |
| 787312 | 2016 CG430               | 9 febbraio 2016   | Pan-STARRS            |
| 787313 | 2016 DY3                 | 11 febbraio 2016  | Pan-STARRS            |
| 787314 | 2016 DL5                 | 27 gennaio 2007   | Mount Lemmon Survey   |
| 787315 | 2016 DW6                 | 3 febbraio 2016   | Pan-STARRS            |
| 787316 | 2016 DL7                 | 8 gennaio 2016    | Pan-STARRS            |
| 787317 | 2016 DL9                 | 11 febbraio 2016  | Pan-STARRS            |
| 787318 | 2016 DW9                 | 27 gennaio 2007   | Mount Lemmon Survey   |
| 787319 | 2016 DR19                | 15 agosto 2013    | Pan-STARRS            |
| 787320 | 2016 DX19                | 10 settembre 2007 | Mount Lemmon Survey   |
| 787321 | 2016 DA23                | 27 aprile 2012    | Pan-STARRS            |
| 787322 | 2016 DR24                | 15 ottobre 2014   | Spacewatch            |
| 787323 | 2016 DU24                | 27 febbraio 2016  | Mount Lemmon Survey   |
| 787324 | 2016 DE25                | 2 dicembre 2010   | Mount Lemmon Survey   |
| 787325 | 2016 DK32                | 27 febbraio 2016  | Mount Lemmon Survey   |
| 787326 | 2016 DM33                | 14 gennaio 2011   | Mount Lemmon Survey   |
| 787327 | 2016 DK34                | 28 febbraio 2016  | Mount Lemmon Survey   |
| 787328 | 2016 DQ34                | 15 aprile 2012    | Pan-STARRS            |
| 787329 | 2016 DF35                | 29 aprile 2011    | Mount Lemmon Survey   |
| 787330 | 2016 DT35                | 24 aprile 2012    | Spacewatch            |
| 787331 | 2016 DL37                | 29 febbraio 2016  | Pan-STARRS            |
| 787332 | 2016 DO37                | 28 febbraio 2016  | Mount Lemmon Survey   |
| 787333 | 2016 DS40                | 19 settembre 2014 | Pan-STARRS            |
| 787334 | 2016 DU40                | 29 febbraio 2016  | Pan-STARRS            |
| 787335 | 2016 DQ41                | 28 febbraio 2016  | Mount Lemmon Survey   |
| 787336 | 2016 DS41                | 29 febbraio 2016  | Pan-STARRS            |
| 787337 | 2016 DY41                | 28 agosto 2013    | Mount Lemmon Survey   |
| 787338 | 2016 DC42                | 16 febbraio 2016  | Mount Lemmon Survey   |
| 787339 | 2016 DV42                | 27 febbraio 2016  | Mount Lemmon Survey   |
| 787340 | 2016 DS43                | 28 febbraio 2016  | Mount Lemmon Survey   |
| 787341 | 2016 DO46                | 24 ottobre 2014   | Spacewatch            |
| 787342 | 2016 EE3                 | 31 gennaio 2016   | Pan-STARRS            |
| 787343 | 2016 EY5                 | 11 febbraio 2016  | Pan-STARRS            |
| 787344 | 2016 EU6                 | 11 febbraio 2016  | Pan-STARRS            |
| 787345 | 2016 EN7                 | 8 gennaio 2016    | Pan-STARRS            |
| 787346 | 2016 EM11                | 3 marzo 2016      | Pan-STARRS            |
| 787347 | 2016 EF13                | 3 marzo 2016      | Pan-STARRS            |
| 787348 | 2016 EG17                | 3 marzo 2016      | Pan-STARRS            |
| 787349 | 2016 ES17                | 27 novembre 2014  | Pan-STARRS            |
| 787350 | 2016 ET18                | 3 marzo 2016      | Pan-STARRS            |
| 787351 | 2016 EB20                | 3 marzo 2016      | Pan-STARRS            |
| 787352 | 2016 EJ20                | 3 marzo 2016      | Pan-STARRS            |
| 787353 | 2016 ES20                | 28 gennaio 2011   | Mount Lemmon Survey   |
| 787354 | 2016 ET21                | 3 marzo 2016      | Pan-STARRS            |
| 787355 | 2016 EY21                | 3 marzo 2016      | Pan-STARRS            |
| 787356 | 2016 EA22                | 13 luglio 2013    | Pan-STARRS            |
| 787357 | 2016 EF24                | 26 novembre 2014  | Pan-STARRS            |
| 787358 | 2016 EF36                | 5 febbraio 2011   | Pan-STARRS            |
| 787359 | 2016 EX36                | 3 marzo 2016      | Pan-STARRS            |
| 787360 | 2016 EZ38                | 25 marzo 2012     | Spacewatch            |
| 787361 | 2016 EW39                | 25 ottobre 2014   | Calar Alto Obs.       |
| 787362 | 2016 EZ39                | 25 febbraio 2012  | Mount Lemmon Survey   |
| 787363 | 2016 EE40                | 10 febbraio 2016  | Pan-STARRS            |
| 787364 | 2016 EY43                | 2 aprile 2006     | Spacewatch            |
| 787365 | 2016 EQ45                | 13 dicembre 2006  | Spacewatch            |
| 787366 | 2016 EZ45                | 24 aprile 2003    | Spacewatch            |
| 787367 | 2016 ET47                | 25 agosto 2014    | Pan-STARRS            |
| 787368 | 2016 EQ49                | 23 ottobre 2008   | Spacewatch            |
| 787369 | 2016 EP61                | 18 gennaio 2016   | Pan-STARRS            |
| 787370 | 2016 EB62                | 4 marzo 2016      | Pan-STARRS            |
| 787371 | 2016 EU62                | 8 gennaio 2010    | Spacewatch            |
| 787372 | 2016 EX63                | 4 marzo 2016      | Pan-STARRS            |
| 787373 | 2016 EC66                | 3 febbraio 2011   | Z. Kuli, K. Sárneczky |
| 787374 | 2016 ER68                | 17 ottobre 2014   | Mount Lemmon Survey   |
| 787375 | 2016 EZ68                | 15 dicembre 2001  | SDSS                  |
| 787376 | 2016 EL74                | 5 novembre 2005   | Spacewatch            |
| 787377 | 2016 ED75                | 25 febbraio 2011  | Mount Lemmon Survey   |
| 787378 | 2016 EZ75                | 14 gennaio 2011   | Mount Lemmon Survey   |
| 787379 | 2016 EO76                | 6 febbraio 2016   | Pan-STARRS            |
| 787380 | 2016 ET76                | 1 novembre 2014   | Mount Lemmon Survey   |
| 787381 | 2016 EB78                | 10 ottobre 2008   | Spacewatch            |
| 787382 | 2016 EG80                | 8 gennaio 2007    | Mount Lemmon Survey   |
| 787383 | 2016 EL82                | 23 aprile 2007    | Spacewatch            |
| 787384 | 2016 EN82                | 29 febbraio 2016  | SDSS Collaboration    |
| 787385 | 2016 EE83                | 28 marzo 2011     | Mount Lemmon Survey   |
| 787386 | 2016 EC84                | 20 febbraio 2016  | Pan-STARRS            |
| 787387 | 2016 EF88                | 10 febbraio 2007  | Mount Lemmon Survey   |
| 787388 | 2016 EL91                | 24 novembre 2014  | Pan-STARRS            |
| 787389 | 2016 ET92                | 7 marzo 2016      | Pan-STARRS            |
| 787390 | 2016 EL93                | 10 aprile 2005    | Mount Lemmon Survey   |
| 787391 | 2016 EV96                | 2 gennaio 2011    | Mount Lemmon Survey   |
| 787392 | 2016 EA97                | 7 marzo 2016      | Pan-STARRS            |
| 787393 | 2016 EQ98                | 3 febbraio 2016   | Pan-STARRS            |
| 787394 | 2016 EM100               | 12 febbraio 2016  | Mount Lemmon Survey   |
| 787395 | 2016 EC103               | 8 aprile 2008     | Mount Lemmon Survey   |
| 787396 | 2016 EV105               | 7 marzo 2016      | Pan-STARRS            |
| 787397 | 2016 EP106               | 3 maggio 2008     | Mount Lemmon Survey   |
| 787398 | 2016 EG107               | 7 marzo 2016      | Pan-STARRS            |
| 787399 | 2016 EK111               | 11 marzo 2002     | Spacewatch            |
| 787400 | 2016 EL111               | 8 gennaio 2010    | Mount Lemmon Survey   |

## 787401–787500
| Nome   | Designazione provvisoria | Data di scoperta  | Scopritore                 |
| ------ | ------------------------ | ----------------- | -------------------------- |
| 787401 | 2016 EQ112               | 28 agosto 2013    | Mount Lemmon Survey        |
| 787402 | 2016 EZ114               | 5 febbraio 2016   | Pan-STARRS                 |
| 787403 | 2016 EE119               | 13 gennaio 2011   | Mount Lemmon Survey        |
| 787404 | 2016 EW120               | 27 aprile 2012    | Pan-STARRS                 |
| 787405 | 2016 EL122               | 10 febbraio 2016  | Pan-STARRS                 |
| 787406 | 2016 EA127               | 27 marzo 2012     | Spacewatch                 |
| 787407 | 2016 EC129               | 10 marzo 2016     | Pan-STARRS                 |
| 787408 | 2016 EA132               | 10 marzo 2016     | Pan-STARRS                 |
| 787409 | 2016 EO134               | 12 marzo 2010     | Mount Lemmon Survey        |
| 787410 | 2016 EP135               | 19 settembre 2009 | Mount Lemmon Survey        |
| 787411 | 2016 EQ138               | 10 marzo 2016     | Mount Lemmon Survey        |
| 787412 | 2016 EG140               | 27 febbraio 2007  | Spacewatch                 |
| 787413 | 2016 EZ145               | 28 ottobre 2005   | Spacewatch                 |
| 787414 | 2016 EG146               | 15 gennaio 2016   | Pan-STARRS                 |
| 787415 | 2016 EP146               | 4 maggio 2006     | Spacewatch                 |
| 787416 | 2016 EA159               | 10 marzo 2016     | Mount Lemmon Survey        |
| 787417 | 2016 EM160               | 2 settembre 2013  | Mount Lemmon Survey        |
| 787418 | 2016 EY161               | 28 gennaio 2007   | Mount Lemmon Survey        |
| 787419 | 2016 EH165               | 25 febbraio 2011  | Mount Lemmon Survey        |
| 787420 | 2016 EC168               | 11 marzo 2016     | Pan-STARRS                 |
| 787421 | 2016 EH170               | 10 marzo 2016     | Pan-STARRS                 |
| 787422 | 2016 EP173               | 11 ottobre 2009   | Mount Lemmon Survey        |
| 787423 | 2016 EL175               | 12 marzo 2016     | Pan-STARRS                 |
| 787424 | 2016 ET178               | 12 marzo 2016     | Pan-STARRS                 |
| 787425 | 2016 EU182               | 24 aprile 2012    | Pan-STARRS                 |
| 787426 | 2016 EK183               | 9 novembre 2013   | Pan-STARRS                 |
| 787427 | 2016 EL184               | 12 marzo 2016     | Pan-STARRS                 |
| 787428 | 2016 EY184               | 2 dicembre 2005   | L. H. Wasserman, R. Millis |
| 787429 | 2016 EW186               | 29 novembre 2014  | Mount Lemmon Survey        |
| 787430 | 2016 ED188               | 4 gennaio 2016    | Pan-STARRS                 |
| 787431 | 2016 EO188               | 13 marzo 2016     | Pan-STARRS                 |
| 787432 | 2016 ES189               | 1 agosto 2009     | Spacewatch                 |
| 787433 | 2016 EX190               | 3 settembre 2005  | C. Veillet                 |
| 787434 | 2016 ET198               | 8 maggio 2011     | Mount Lemmon Survey        |
| 787435 | 2016 EV200               | 5 febbraio 2016   | Pan-STARRS                 |
| 787436 | 2016 EE202               | 29 settembre 2005 | Mount Lemmon Survey        |
| 787437 | 2016 EG203               | 15 febbraio 2016  | Pan-STARRS                 |
| 787438 | 2016 EN208               | 4 aprile 2005     | Spacewatch                 |
| 787439 | 2016 EZ208               | 4 marzo 2016      | Pan-STARRS                 |
| 787440 | 2016 EX215               | 7 marzo 2016      | Pan-STARRS                 |
| 787441 | 2016 EA217               | 1 marzo 2016      | Mount Lemmon Survey        |
| 787442 | 2016 EQ219               | 17 febbraio 2007  | Mount Lemmon Survey        |
| 787443 | 2016 EV219               | 25 aprile 2007    | Spacewatch                 |
| 787444 | 2016 EQ221               | 5 giugno 2011     | Mount Lemmon Survey        |
| 787445 | 2016 ES224               | 7 marzo 2016      | Pan-STARRS                 |
| 787446 | 2016 ET225               | 4 marzo 2016      | Pan-STARRS                 |
| 787447 | 2016 EE226               | 10 marzo 2016     | Pan-STARRS                 |
| 787448 | 2016 ES226               | 4 marzo 2016      | Pan-STARRS                 |
| 787449 | 2016 EX226               | 28 marzo 2012     | Spacewatch                 |
| 787450 | 2016 EM227               | 13 marzo 2016     | Pan-STARRS                 |
| 787451 | 2016 EM228               | 5 marzo 2016      | Pan-STARRS                 |
| 787452 | 2016 EZ228               | 10 marzo 2016     | Pan-STARRS                 |
| 787453 | 2016 EF229               | 22 maggio 2012    | Mount Lemmon Survey        |
| 787454 | 2016 EV229               | 6 aprile 2011     | Mount Lemmon Survey        |
| 787455 | 2016 EE231               | 3 marzo 2016      | Mount Lemmon Survey        |
| 787456 | 2016 EE234               | 1 novembre 2013   | Mount Lemmon Survey        |
| 787457 | 2016 ED237               | 6 marzo 2016      | Pan-STARRS                 |
| 787458 | 2016 EF237               | 26 ottobre 2013   | Mount Lemmon Survey        |
| 787459 | 2016 EG237               | 7 gennaio 2006    | Spacewatch                 |
| 787460 | 2016 EN240               | 10 marzo 2016     | Mount Lemmon Survey        |
| 787461 | 2016 EQ240               | 11 febbraio 2016  | Pan-STARRS                 |
| 787462 | 2016 EX240               | 10 marzo 2016     | Pan-STARRS                 |
| 787463 | 2016 EN242               | 10 marzo 2016     | Pan-STARRS                 |
| 787464 | 2016 EN243               | 10 marzo 2016     | Pan-STARRS                 |
| 787465 | 2016 EA244               | 10 marzo 2016     | Pan-STARRS                 |
| 787466 | 2016 EB245               | 11 marzo 2016     | Pan-STARRS                 |
| 787467 | 2016 EN246               | 3 settembre 2013  | Mount Lemmon Survey        |
| 787468 | 2016 EP246               | 13 marzo 2016     | Pan-STARRS                 |
| 787469 | 2016 EQ246               | 13 marzo 2016     | Pan-STARRS                 |
| 787470 | 2016 EE247               | 3 settembre 2013  | Pan-STARRS                 |
| 787471 | 2016 EH247               | 2 marzo 2011      | Mount Lemmon Survey        |
| 787472 | 2016 EQ249               | 30 ottobre 2013   | Pan-STARRS                 |
| 787473 | 2016 EY249               | 4 marzo 2016      | Pan-STARRS                 |
| 787474 | 2016 EK251               | 5 marzo 2016      | Pan-STARRS                 |
| 787475 | 2016 EF256               | 13 marzo 2016     | Pan-STARRS                 |
| 787476 | 2016 EQ257               | 4 marzo 2016      | Pan-STARRS                 |
| 787477 | 2016 EU263               | 5 marzo 2016      | Pan-STARRS                 |
| 787478 | 2016 ED264               | 12 marzo 2016     | Pan-STARRS                 |
| 787479 | 2016 EY264               | 10 marzo 2016     | Pan-STARRS                 |
| 787480 | 2016 EH265               | 5 marzo 2016      | Pan-STARRS                 |
| 787481 | 2016 ET265               | 4 marzo 2016      | Pan-STARRS                 |
| 787482 | 2016 ED266               | 12 marzo 2016     | Pan-STARRS                 |
| 787483 | 2016 EF266               | 13 marzo 2016     | Pan-STARRS                 |
| 787484 | 2016 EK266               | 15 marzo 2016     | Mount Lemmon Survey        |
| 787485 | 2016 EO266               | 4 marzo 2016      | Pan-STARRS                 |
| 787486 | 2016 ET268               | 7 marzo 2016      | Pan-STARRS                 |
| 787487 | 2016 EG271               | 3 marzo 2016      | Mount Lemmon Survey        |
| 787488 | 2016 ER275               | 12 marzo 2016     | Mount Lemmon Survey        |
| 787489 | 2016 EY275               | 4 marzo 2016      | Pan-STARRS                 |
| 787490 | 2016 EH276               | 12 agosto 2013    | Pan-STARRS                 |
| 787491 | 2016 EK276               | 10 marzo 2016     | Pan-STARRS                 |
| 787492 | 2016 EB277               | 10 marzo 2016     | Mount Lemmon Survey        |
| 787493 | 2016 EH281               | 12 marzo 2016     | Pan-STARRS                 |
| 787494 | 2016 EP281               | 12 marzo 2016     | Pan-STARRS                 |
| 787495 | 2016 ET281               | 6 marzo 2016      | Pan-STARRS                 |
| 787496 | 2016 EP282               | 13 marzo 2016     | Pan-STARRS                 |
| 787497 | 2016 EN283               | 10 marzo 2016     | Pan-STARRS                 |
| 787498 | 2016 EQ287               | 15 marzo 2016     | Mount Lemmon Survey        |
| 787499 | 2016 EH289               | 10 marzo 2016     | Pan-STARRS                 |
| 787500 | 2016 EX289               | 7 marzo 2016      | Pan-STARRS                 |

## 787501–787600
| Nome   | Designazione provvisoria | Data di scoperta  | Scopritore          |
| ------ | ------------------------ | ----------------- | ------------------- |
| 787501 | 2016 EN292               | 10 marzo 2016     | Pan-STARRS          |
| 787502 | 2016 EC293               | 13 marzo 2016     | Pan-STARRS          |
| 787503 | 2016 EU293               | 14 marzo 2016     | Mount Lemmon Survey |
| 787504 | 2016 EE294               | 7 marzo 2016      | Pan-STARRS          |
| 787505 | 2016 EZ294               | 12 marzo 2016     | Pan-STARRS          |
| 787506 | 2016 EB295               | 10 marzo 2016     | Pan-STARRS          |
| 787507 | 2016 ER295               | 14 marzo 2016     | Mount Lemmon Survey |
| 787508 | 2016 EF296               | 14 marzo 2016     | Mount Lemmon Survey |
| 787509 | 2016 EL296               | 11 marzo 2016     | Pan-STARRS          |
| 787510 | 2016 EM296               | 7 marzo 2016      | Pan-STARRS          |
| 787511 | 2016 EN296               | 13 gennaio 2015   | Pan-STARRS          |
| 787512 | 2016 EP296               | 10 marzo 2016     | Pan-STARRS          |
| 787513 | 2016 ES296               | 14 marzo 2016     | Mount Lemmon Survey |
| 787514 | 2016 EX296               | 13 marzo 2016     | Pan-STARRS          |
| 787515 | 2016 ES299               | 15 marzo 2016     | Mount Lemmon Survey |
| 787516 | 2016 EA300               | 1 marzo 2016      | Mount Lemmon Survey |
| 787517 | 2016 ES300               | 11 marzo 2016     | Mount Lemmon Survey |
| 787518 | 2016 ES301               | 10 marzo 2016     | Pan-STARRS          |
| 787519 | 2016 EY302               | 4 marzo 2016      | Pan-STARRS          |
| 787520 | 2016 ED303               | 7 marzo 2016      | Pan-STARRS          |
| 787521 | 2016 EN304               | 10 marzo 2016     | Pan-STARRS          |
| 787522 | 2016 EO304               | 4 febbraio 2006   | Spacewatch          |
| 787523 | 2016 EO310               | 27 novembre 2014  | Pan-STARRS          |
| 787524 | 2016 ET310               | 14 marzo 2016     | Mount Lemmon Survey |
| 787525 | 2016 ER312               | 12 agosto 2013    | Pan-STARRS          |
| 787526 | 2016 EY312               | 3 marzo 2016      | Pan-STARRS          |
| 787527 | 2016 ES314               | 7 marzo 2016      | Pan-STARRS          |
| 787528 | 2016 EW315               | 15 marzo 2016     | Mount Lemmon Survey |
| 787529 | 2016 EM316               | 14 marzo 2016     | Mount Lemmon Survey |
| 787530 | 2016 ED317               | 3 marzo 2016      | Pan-STARRS          |
| 787531 | 2016 EP317               | 12 marzo 2016     | Pan-STARRS          |
| 787532 | 2016 ED319               | 12 marzo 2016     | Pan-STARRS          |
| 787533 | 2016 EF319               | 10 novembre 2013  | Mount Lemmon Survey |
| 787534 | 2016 EW319               | 3 ottobre 2013    | Mount Lemmon Survey |
| 787535 | 2016 EC320               | 5 marzo 2016      | Pan-STARRS          |
| 787536 | 2016 EJ320               | 4 marzo 2016      | Pan-STARRS          |
| 787537 | 2016 EK321               | 13 marzo 2016     | Pan-STARRS          |
| 787538 | 2016 EN321               | 13 marzo 2016     | Pan-STARRS          |
| 787539 | 2016 ED322               | 10 marzo 2016     | Pan-STARRS          |
| 787540 | 2016 EB323               | 10 marzo 2016     | Pan-STARRS          |
| 787541 | 2016 EA334               | 12 marzo 2016     | Pan-STARRS          |
| 787542 | 2016 EC337               | 10 marzo 2016     | Mount Lemmon Survey |
| 787543 | 2016 EK337               | 5 gennaio 2006    | Spacewatch          |
| 787544 | 2016 EU341               | 10 marzo 2016     | Pan-STARRS          |
| 787545 | 2016 EO344               | 13 marzo 2016     | Pan-STARRS          |
| 787546 | 2016 EL345               | 25 ottobre 2014   | Mount Lemmon Survey |
| 787547 | 2016 EW345               | 12 marzo 2016     | Pan-STARRS          |
| 787548 | 2016 EW347               | 11 marzo 2016     | Mount Lemmon Survey |
| 787549 | 2016 ER352               | 4 marzo 2016      | Pan-STARRS          |
| 787550 | 2016 ES353               | 26 gennaio 2015   | Pan-STARRS          |
| 787551 | 2016 EH355               | 7 marzo 2016      | Pan-STARRS          |
| 787552 | 2016 EP355               | 20 novembre 2014  | Pan-STARRS          |
| 787553 | 2016 EY355               | 6 marzo 2016      | Pan-STARRS          |
| 787554 | 2016 EC356               | 27 febbraio 2016  | Mount Lemmon Survey |
| 787555 | 2016 EQ357               | 1 marzo 2016      | Mount Lemmon Survey |
| 787556 | 2016 ER357               | 26 settembre 2009 | Spacewatch          |
| 787557 | 2016 EL358               | 25 ottobre 2014   | Mount Lemmon Survey |
| 787558 | 2016 EP361               | 13 marzo 2016     | Pan-STARRS          |
| 787559 | 2016 EM367               | 11 marzo 2016     | Mount Lemmon Survey |
| 787560 | 2016 EO376               | 12 marzo 2016     | Pan-STARRS          |
| 787561 | 2016 EF392               | 16 luglio 2013    | Pan-STARRS          |
| 787562 | 2016 EH396               | 13 marzo 2016     | Pan-STARRS          |
| 787563 | 2016 EZ396               | 24 gennaio 2015   | Mount Lemmon Survey |
| 787564 | 2016 FH2                 | 18 gennaio 2016   | Pan-STARRS          |
| 787565 | 2016 FZ4                 | 10 febbraio 2016  | Pan-STARRS          |
| 787566 | 2016 FF5                 | 14 marzo 2011     | Mount Lemmon Survey |
| 787567 | 2016 FH5                 | 18 novembre 2009  | Spacewatch          |
| 787568 | 2016 FR7                 | 28 marzo 2016     | Mount Lemmon Survey |
| 787569 | 2016 FF9                 | 17 ottobre 2010   | Mount Lemmon Survey |
| 787570 | 2016 FR15                | 13 marzo 2007     | Mount Lemmon Survey |
| 787571 | 2016 FQ16                | 29 marzo 2016     | Pan-STARRS          |
| 787572 | 2016 FS17                | 21 febbraio 2007  | Mount Lemmon Survey |
| 787573 | 2016 FT18                | 16 gennaio 2007   | Mount Lemmon Survey |
| 787574 | 2016 FY18                | 20 maggio 2012    | Mount Lemmon Survey |
| 787575 | 2016 FS20                | 10 marzo 2016     | Pan-STARRS          |
| 787576 | 2016 FO21                | 30 marzo 2016     | Pan-STARRS          |
| 787577 | 2016 FW21                | 26 aprile 2007    | Mount Lemmon Survey |
| 787578 | 2016 FQ23                | 10 marzo 2005     | Mount Lemmon Survey |
| 787579 | 2016 FT23                | 10 marzo 2016     | Pan-STARRS          |
| 787580 | 2016 FZ23                | 10 marzo 2016     | Pan-STARRS          |
| 787581 | 2016 FM25                | 29 dicembre 2014  | Pan-STARRS          |
| 787582 | 2016 FF31                | 18 febbraio 2005  | A. Boattini         |
| 787583 | 2016 FH31                | 9 settembre 2013  | Pan-STARRS          |
| 787584 | 2016 FF32                | 30 ottobre 2014   | Pan-STARRS          |
| 787585 | 2016 FO32                | 17 ottobre 2009   | Mount Lemmon Survey |
| 787586 | 2016 FD33                | 9 dicembre 2010   | Mount Lemmon Survey |
| 787587 | 2016 FE37                | 25 agosto 2012    | CSS                 |
| 787588 | 2016 FU42                | 30 marzo 2012     | Mount Lemmon Survey |
| 787589 | 2016 FA45                | 22 aprile 2011    | Spacewatch          |
| 787590 | 2016 FY49                | 8 gennaio 2016    | Pan-STARRS          |
| 787591 | 2016 FF51                | 4 marzo 2016      | Pan-STARRS          |
| 787592 | 2016 FD52                | 7 gennaio 2006    | Mount Lemmon Survey |
| 787593 | 2016 FT53                | 4 marzo 2016      | Pan-STARRS          |
| 787594 | 2016 FX57                | 6 febbraio 2011   | Mount Lemmon Survey |
| 787595 | 2016 FK64                | 28 marzo 2016     | Mount Lemmon Survey |
| 787596 | 2016 FZ68                | 18 marzo 2016     | Mount Lemmon Survey |
| 787597 | 2016 FC71                | 28 marzo 2016     | Mount Lemmon Survey |
| 787598 | 2016 FJ71                | 31 marzo 2016     | Pan-STARRS          |
| 787599 | 2016 FL71                | 18 marzo 2016     | Pan-STARRS          |
| 787600 | 2016 FP71                | 31 marzo 2016     | Pan-STARRS          |

## 787601–787700
| Nome   | Designazione provvisoria | Data di scoperta  | Scopritore            |
| ------ | ------------------------ | ----------------- | --------------------- |
| 787601 | 2016 FT71                | 16 marzo 2016     | Pan-STARRS            |
| 787602 | 2016 FN73                | 18 marzo 2016     | Mount Lemmon Survey   |
| 787603 | 2016 FF78                | 31 marzo 2016     | Mount Lemmon Survey   |
| 787604 | 2016 FG78                | 28 marzo 2016     | Mount Lemmon Survey   |
| 787605 | 2016 FA79                | 30 marzo 2016     | Pan-STARRS            |
| 787606 | 2016 FN81                | 31 marzo 2016     | Mount Lemmon Survey   |
| 787607 | 2016 FR82                | 31 marzo 2016     | Pan-STARRS            |
| 787608 | 2016 FZ82                | 28 marzo 2016     | M. Altmann, T. Prusti |
| 787609 | 2016 FW83                | 16 marzo 2016     | Pan-STARRS            |
| 787610 | 2016 FA84                | 28 marzo 2016     | CTIO-DECam            |
| 787611 | 2016 FY84                | 16 gennaio 2015   | Pan-STARRS            |
| 787612 | 2016 FM91                | 28 marzo 2016     | CTIO-DECam            |
| 787613 | 2016 FP93                | 28 marzo 2016     | CTIO-DECam            |
| 787614 | 2016 FX98                | 5 febbraio 2011   | Pan-STARRS            |
| 787615 | 2016 FG111               | 11 dicembre 2014  | Mount Lemmon Survey   |
| 787616 | 2016 FQ112               | 28 marzo 2016     | CTIO-DECam            |
| 787617 | 2016 FA120               | 28 marzo 2016     | CTIO-DECam            |
| 787618 | 2016 FJ131               | 31 marzo 2016     | Mount Lemmon Survey   |
| 787619 | 2016 FG148               | 28 marzo 2016     | CTIO-DECam            |
| 787620 | 2016 FF154               | 29 marzo 2016     | CTIO-DECam            |
| 787621 | 2016 FK156               | 29 marzo 2016     | CTIO-DECam            |
| 787622 | 2016 FF157               | 28 marzo 2016     | CTIO-DECam            |
| 787623 | 2016 FS167               | 31 marzo 2016     | CTIO-DECam            |
| 787624 | 2016 FM169               | 30 marzo 2016     | CTIO-DECam            |
| 787625 | 2016 FP169               | 16 marzo 2016     | Mount Lemmon Survey   |
| 787626 | 2016 FR171               | 17 marzo 2016     | Mount Lemmon Survey   |
| 787627 | 2016 FU173               | 29 marzo 2016     | CTIO-DECam            |
| 787628 | 2016 FT179               | 5 dicembre 2007   | Spacewatch            |
| 787629 | 2016 FG180               | 31 marzo 2016     | CTIO-DECam            |
| 787630 | 2016 FN180               | 27 marzo 2016     | Mount Lemmon Survey   |
| 787631 | 2016 FS190               | 30 marzo 2016     | Pan-STARRS            |
| 787632 | 2016 FU190               | 29 marzo 2016     | CTIO-DECam            |
| 787633 | 2016 GQ1                 | 25 maggio 2003    | Spacewatch            |
| 787634 | 2016 GK4                 | 1 aprile 2011     | Spacewatch            |
| 787635 | 2016 GB7                 | 13 marzo 2016     | Pan-STARRS            |
| 787636 | 2016 GW7                 | 10 settembre 2013 | Pan-STARRS            |
| 787637 | 2016 GS8                 | 13 febbraio 2011  | Mount Lemmon Survey   |
| 787638 | 2016 GZ10                | 6 settembre 2008  | Mount Lemmon Survey   |
| 787639 | 2016 GT11                | 26 dicembre 2014  | Pan-STARRS            |
| 787640 | 2016 GO12                | 19 aprile 2007    | Spacewatch            |
| 787641 | 2016 GV14                | 29 novembre 2014  | Mount Lemmon Survey   |
| 787642 | 2016 GD16                | 6 settembre 2008  | Mount Lemmon Survey   |
| 787643 | 2016 GQ16                | 10 febbraio 2008  | Mount Lemmon Survey   |
| 787644 | 2016 GP21                | 1 aprile 2016     | Pan-STARRS            |
| 787645 | 2016 GU21                | 1 aprile 2016     | Pan-STARRS            |
| 787646 | 2016 GA22                | 13 marzo 2016     | Pan-STARRS            |
| 787647 | 2016 GK22                | 5 febbraio 2011   | Pan-STARRS            |
| 787648 | 2016 GG27                | 3 settembre 2013  | Pan-STARRS            |
| 787649 | 2016 GC29                | 1 marzo 2016      | Pan-STARRS            |
| 787650 | 2016 GM31                | 3 settembre 2008  | Spacewatch            |
| 787651 | 2016 GG33                | 9 ottobre 2007    | Mount Lemmon Survey   |
| 787652 | 2016 GX34                | 28 agosto 2013    | Mount Lemmon Survey   |
| 787653 | 2016 GN36                | 9 settembre 2008  | Mount Lemmon Survey   |
| 787654 | 2016 GX36                | 4 marzo 2016      | Pan-STARRS            |
| 787655 | 2016 GL38                | 25 settembre 2013 | Mount Lemmon Survey   |
| 787656 | 2016 GM38                | 13 marzo 2016     | Pan-STARRS            |
| 787657 | 2016 GX38                | 10 marzo 2016     | Pan-STARRS            |
| 787658 | 2016 GD39                | 1 aprile 2016     | Pan-STARRS            |
| 787659 | 2016 GL43                | 3 ottobre 2013    | Spacewatch            |
| 787660 | 2016 GH44                | 28 agosto 2013    | Mount Lemmon Survey   |
| 787661 | 2016 GA46                | 13 marzo 2007     | Spacewatch            |
| 787662 | 2016 GY46                | 13 marzo 2016     | Pan-STARRS            |
| 787663 | 2016 GN47                | 25 febbraio 2011  | Mount Lemmon Survey   |
| 787664 | 2016 GP50                | 1 aprile 2016     | Pan-STARRS            |
| 787665 | 2016 GU50                | 1 aprile 2016     | Pan-STARRS            |
| 787666 | 2016 GY50                | 10 marzo 2016     | Pan-STARRS            |
| 787667 | 2016 GB56                | 29 marzo 2011     | Mount Lemmon Survey   |
| 787668 | 2016 GF57                | 18 gennaio 2016   | Pan-STARRS            |
| 787669 | 2016 GD60                | 20 aprile 2012    | Spacewatch            |
| 787670 | 2016 GG61                | 4 marzo 2016      | Pan-STARRS            |
| 787671 | 2016 GU61                | 10 marzo 2016     | Pan-STARRS            |
| 787672 | 2016 GU63                | 28 marzo 2016     | Mount Lemmon Survey   |
| 787673 | 2016 GX63                | 1 aprile 2016     | Pan-STARRS            |
| 787674 | 2016 GC64                | 1 settembre 2013  | Pan-STARRS            |
| 787675 | 2016 GX65                | 23 settembre 2008 | Spacewatch            |
| 787676 | 2016 GM71                | 9 ottobre 2013    | Mount Lemmon Survey   |
| 787677 | 2016 GF73                | 1 aprile 2011     | Spacewatch            |
| 787678 | 2016 GM79                | 4 marzo 2016      | Pan-STARRS            |
| 787679 | 2016 GL81                | 2 settembre 2013  | Mount Lemmon Survey   |
| 787680 | 2016 GM83                | 13 gennaio 2015   | Pan-STARRS            |
| 787681 | 2016 GN84                | 9 novembre 2009   | Mount Lemmon Survey   |
| 787682 | 2016 GK89                | 1 aprile 2016     | Pan-STARRS            |
| 787683 | 2016 GD90                | 25 febbraio 2011  | Mount Lemmon Survey   |
| 787684 | 2016 GB91                | 22 maggio 2011    | Mount Lemmon Survey   |
| 787685 | 2016 GC92                | 18 gennaio 2015   | Pan-STARRS            |
| 787686 | 2016 GP94                | 14 agosto 2012    | Pan-STARRS            |
| 787687 | 2016 GK98                | 10 marzo 2016     | Pan-STARRS            |
| 787688 | 2016 GO99                | 1 aprile 2016     | Pan-STARRS            |
| 787689 | 2016 GX100               | 2 ottobre 2013    | Mount Lemmon Survey   |
| 787690 | 2016 GG103               | 1 aprile 2016     | Pan-STARRS            |
| 787691 | 2016 GO103               | 3 settembre 2013  | Mount Lemmon Survey   |
| 787692 | 2016 GC104               | 1 aprile 2016     | Pan-STARRS            |
| 787693 | 2016 GJ104               | 26 novembre 2014  | Pan-STARRS            |
| 787694 | 2016 GH105               | 1 aprile 2016     | Pan-STARRS            |
| 787695 | 2016 GK105               | 1 aprile 2016     | Pan-STARRS            |
| 787696 | 2016 GJ110               | 3 ottobre 2013    | Pan-STARRS            |
| 787697 | 2016 GZ114               | 1 aprile 2016     | Pan-STARRS            |
| 787698 | 2016 GC118               | 1 aprile 2016     | Pan-STARRS            |
| 787699 | 2016 GJ119               | 1 aprile 2016     | Pan-STARRS            |
| 787700 | 2016 GT119               | 26 dicembre 2014  | Pan-STARRS            |

## 787701–787800
| Nome   | Designazione provvisoria | Data di scoperta  | Scopritore          |
| ------ | ------------------------ | ----------------- | ------------------- |
| 787701 | 2016 GN121               | 6 dicembre 2010   | Mount Lemmon Survey |
| 787702 | 2016 GR127               | 13 giugno 2012    | Spacewatch          |
| 787703 | 2016 GD130               | 2 aprile 2005     | Mount Lemmon Survey |
| 787704 | 2016 GX130               | 2 aprile 2016     | Mount Lemmon Survey |
| 787705 | 2016 GC131               | 25 gennaio 2006   | Spacewatch          |
| 787706 | 2016 GR132               | 7 ottobre 2007    | Mount Lemmon Survey |
| 787707 | 2016 GR137               | 13 marzo 2016     | Pan-STARRS          |
| 787708 | 2016 GF145               | 5 febbraio 2011   | CSS                 |
| 787709 | 2016 GD146               | 3 ottobre 2013    | Pan-STARRS          |
| 787710 | 2016 GT148               | 11 marzo 2005     | Mount Lemmon Survey |
| 787711 | 2016 GR150               | 21 dicembre 2014  | Pan-STARRS          |
| 787712 | 2016 GU151               | 10 febbraio 2016  | Pan-STARRS          |
| 787713 | 2016 GR154               | 8 marzo 2016      | Pan-STARRS          |
| 787714 | 2016 GH156               | 3 ottobre 2013    | Pan-STARRS          |
| 787715 | 2016 GA157               | 10 febbraio 2011  | Mount Lemmon Survey |
| 787716 | 2016 GC157               | 15 aprile 2008    | Mount Lemmon Survey |
| 787717 | 2016 GQ159               | 3 aprile 2016     | Pan-STARRS          |
| 787718 | 2016 GH160               | 10 febbraio 2011  | Mount Lemmon Survey |
| 787719 | 2016 GZ160               | 3 aprile 2016     | Mount Lemmon Survey |
| 787720 | 2016 GX164               | 13 marzo 2016     | Pan-STARRS          |
| 787721 | 2016 GA165               | 14 gennaio 2015   | Pan-STARRS          |
| 787722 | 2016 GP169               | 3 aprile 2016     | Pan-STARRS          |
| 787723 | 2016 GJ171               | 25 ottobre 2013   | Mount Lemmon Survey |
| 787724 | 2016 GE175               | 26 febbraio 2011  | Mount Lemmon Survey |
| 787725 | 2016 GH175               | 5 dicembre 2005   | Spacewatch          |
| 787726 | 2016 GB177               | 3 aprile 2016     | Pan-STARRS          |
| 787727 | 2016 GG184               | 11 febbraio 2011  | Mount Lemmon Survey |
| 787728 | 2016 GU186               | 3 aprile 2016     | Pan-STARRS          |
| 787729 | 2016 GN189               | 26 dicembre 2014  | Pan-STARRS          |
| 787730 | 2016 GN195               | 30 marzo 2016     | Pan-STARRS          |
| 787731 | 2016 GW201               | 4 aprile 2016     | Mount Lemmon Survey |
| 787732 | 2016 GJ203               | 12 gennaio 2011   | Mount Lemmon Survey |
| 787733 | 2016 GH204               | 1 aprile 2016     | Pan-STARRS          |
| 787734 | 2016 GK204               | 4 aprile 2016     | Mount Lemmon Survey |
| 787735 | 2016 GW209               | 10 marzo 2016     | Pan-STARRS          |
| 787736 | 2016 GO211               | 19 settembre 2007 | Spacewatch          |
| 787737 | 2016 GF214               | 31 marzo 2016     | Mount Lemmon Survey |
| 787738 | 2016 GR214               | 10 marzo 2016     | Pan-STARRS          |
| 787739 | 2016 GE215               | 27 gennaio 2015   | Pan-STARRS          |
| 787740 | 2016 GR224               | 13 aprile 2016    | Mount Lemmon Survey |
| 787741 | 2016 GN230               | 12 marzo 2016     | Pan-STARRS          |
| 787742 | 2016 GV230               | 6 aprile 2002     | Spacewatch          |
| 787743 | 2016 GP233               | 3 aprile 2016     | Pan-STARRS          |
| 787744 | 2016 GU239               | 24 aprile 2007    | Mount Lemmon Survey |
| 787745 | 2016 GD244               | 15 aprile 2016    | Pan-STARRS          |
| 787746 | 2016 GO254               | 1 aprile 2016     | Mount Lemmon Survey |
| 787747 | 2016 GE256               | 10 aprile 2016    | Pan-STARRS          |
| 787748 | 2016 GR257               | 5 aprile 2016     | Pan-STARRS          |
| 787749 | 2016 GC258               | 14 settembre 2007 | Mount Lemmon Survey |
| 787750 | 2016 GE258               | 16 aprile 2007    | Mount Lemmon Survey |
| 787751 | 2016 GF259               | 1 aprile 2016     | Pan-STARRS          |
| 787752 | 2016 GM259               | 4 aprile 2016     | Pan-STARRS          |
| 787753 | 2016 GA260               | 5 aprile 2016     | Pan-STARRS          |
| 787754 | 2016 GN260               | 27 novembre 2014  | Pan-STARRS          |
| 787755 | 2016 GZ260               | 14 gennaio 2011   | Spacewatch          |
| 787756 | 2016 GE262               | 2 aprile 2016     | Spacewatch          |
| 787757 | 2016 GE263               | 3 aprile 2016     | Pan-STARRS          |
| 787758 | 2016 GA265               | 5 aprile 2016     | Pan-STARRS          |
| 787759 | 2016 GH274               | 1 aprile 2016     | Pan-STARRS          |
| 787760 | 2016 GH277               | 10 aprile 2016    | Pan-STARRS          |
| 787761 | 2016 GS278               | 3 aprile 2016     | Pan-STARRS          |
| 787762 | 2016 GU278               | 9 aprile 2016     | Pan-STARRS          |
| 787763 | 2016 GX278               | 2 aprile 2016     | Mount Lemmon Survey |
| 787764 | 2016 GD279               | 2 aprile 2016     | Pan-STARRS          |
| 787765 | 2016 GF279               | 2 aprile 2016     | Spacewatch          |
| 787766 | 2016 GG279               | 15 aprile 2016    | Pan-STARRS          |
| 787767 | 2016 GH279               | 1 aprile 2016     | Pan-STARRS          |
| 787768 | 2016 GO280               | 5 aprile 2016     | Pan-STARRS          |
| 787769 | 2016 GQ281               | 3 aprile 2016     | Pan-STARRS          |
| 787770 | 2016 GP283               | 3 aprile 2016     | Pan-STARRS          |
| 787771 | 2016 GD285               | 2 aprile 2016     | Pan-STARRS          |
| 787772 | 2016 GM285               | 3 aprile 2016     | Pan-STARRS          |
| 787773 | 2016 GU285               | 2 aprile 2016     | Pan-STARRS          |
| 787774 | 2016 GX285               | 1 aprile 2016     | Pan-STARRS          |
| 787775 | 2016 GR286               | 10 aprile 2016    | Pan-STARRS          |
| 787776 | 2016 GJ288               | 2 aprile 2016     | Pan-STARRS          |
| 787777 | 2016 GY290               | 4 aprile 2016     | Pan-STARRS          |
| 787778 | 2016 GR296               | 5 aprile 2016     | Pan-STARRS          |
| 787779 | 2016 GE297               | 14 aprile 2016    | Mount Lemmon Survey |
| 787780 | 2016 GQ297               | 1 aprile 2016     | Pan-STARRS          |
| 787781 | 2016 GT297               | 10 aprile 2016    | Pan-STARRS          |
| 787782 | 2016 GD298               | 2 aprile 2016     | Pan-STARRS          |
| 787783 | 2016 GT298               | 1 aprile 2016     | Pan-STARRS          |
| 787784 | 2016 GU298               | 3 aprile 2016     | Pan-STARRS          |
| 787785 | 2016 GJ299               | 1 aprile 2016     | Pan-STARRS          |
| 787786 | 2016 GR299               | 2 aprile 2016     | Mount Lemmon Survey |
| 787787 | 2016 GQ300               | 1 aprile 2016     | Pan-STARRS          |
| 787788 | 2016 GS300               | 5 aprile 2016     | Pan-STARRS          |
| 787789 | 2016 GD302               | 4 aprile 2016     | Pan-STARRS          |
| 787790 | 2016 GF302               | 3 aprile 2016     | Mount Lemmon Survey |
| 787791 | 2016 GJ302               | 14 settembre 2013 | Pan-STARRS          |
| 787792 | 2016 GS302               | 3 aprile 2016     | Pan-STARRS          |
| 787793 | 2016 GX302               | 14 gennaio 2015   | Pan-STARRS          |
| 787794 | 2016 GO303               | 15 aprile 2016    | Pan-STARRS          |
| 787795 | 2016 GS304               | 12 aprile 2016    | Pan-STARRS          |
| 787796 | 2016 GV304               | 4 aprile 2016     | Pan-STARRS          |
| 787797 | 2016 GC308               | 20 gennaio 2015   | Pan-STARRS          |
| 787798 | 2016 GW310               | 11 aprile 2016    | Pan-STARRS          |
| 787799 | 2016 GB311               | 3 aprile 2016     | Pan-STARRS          |
| 787800 | 2016 GC311               | 2 aprile 2016     | Mount Lemmon Survey |

## 787801–787900
| Nome   | Designazione provvisoria | Data di scoperta  | Scopritore          |
| ------ | ------------------------ | ----------------- | ------------------- |
| 787801 | 2016 GQ311               | 10 aprile 2016    | Pan-STARRS          |
| 787802 | 2016 GR311               | 10 aprile 2016    | Pan-STARRS          |
| 787803 | 2016 GS311               | 5 aprile 2016     | Pan-STARRS          |
| 787804 | 2016 GB314               | 3 aprile 2016     | Pan-STARRS          |
| 787805 | 2016 GW314               | 3 aprile 2016     | Pan-STARRS          |
| 787806 | 2016 GM317               | 5 aprile 2016     | Pan-STARRS          |
| 787807 | 2016 GW319               | 10 aprile 2016    | Pan-STARRS          |
| 787808 | 2016 GW322               | 30 agosto 2013    | Pan-STARRS          |
| 787809 | 2016 GM323               | 1 aprile 2016     | Pan-STARRS          |
| 787810 | 2016 GQ324               | 24 ottobre 2013   | Mount Lemmon Survey |
| 787811 | 2016 GA330               | 3 aprile 2016     | Pan-STARRS          |
| 787812 | 2016 GJ331               | 3 settembre 2007  | Mount Lemmon Survey |
| 787813 | 2016 GT331               | 15 agosto 2013    | Pan-STARRS          |
| 787814 | 2016 GQ336               | 2 aprile 2016     | Pan-STARRS          |
| 787815 | 2016 GN340               | 3 aprile 2016     | Pan-STARRS          |
| 787816 | 2016 GJ341               | 3 aprile 2016     | Pan-STARRS          |
| 787817 | 2016 GU341               | 16 gennaio 2015   | Pan-STARRS          |
| 787818 | 2016 GF342               | 13 agosto 2012    | Spacewatch          |
| 787819 | 2016 GJ343               | 1 aprile 2016     | Pan-STARRS          |
| 787820 | 2016 GR343               | 1 aprile 2016     | Pan-STARRS          |
| 787821 | 2016 GV343               | 1 aprile 2016     | Pan-STARRS          |
| 787822 | 2016 GA345               | 3 aprile 2016     | Pan-STARRS          |
| 787823 | 2016 GD345               | 4 aprile 2016     | Mount Lemmon Survey |
| 787824 | 2016 GN346               | 3 aprile 2016     | Pan-STARRS          |
| 787825 | 2016 GS346               | 19 gennaio 2015   | Mount Lemmon Survey |
| 787826 | 2016 GH348               | 3 aprile 2016     | Pan-STARRS          |
| 787827 | 2016 GW350               | 5 aprile 2016     | Pan-STARRS          |
| 787828 | 2016 GU352               | 3 aprile 2016     | Pan-STARRS          |
| 787829 | 2016 GP355               | 11 aprile 2016    | Pan-STARRS          |
| 787830 | 2016 GZ355               | 25 agosto 2012    | Mount Lemmon Survey |
| 787831 | 2016 GC357               | 23 settembre 2008 | Spacewatch          |
| 787832 | 2016 GP357               | 5 aprile 2016     | Pan-STARRS          |
| 787833 | 2016 GW358               | 1 aprile 2016     | Mount Lemmon Survey |
| 787834 | 2016 GK359               | 1 aprile 2016     | Pan-STARRS          |
| 787835 | 2016 GL359               | 1 aprile 2016     | Pan-STARRS          |
| 787836 | 2016 GO359               | 3 aprile 2016     | Mount Lemmon Survey |
| 787837 | 2016 GU359               | 2 aprile 2016     | Pan-STARRS          |
| 787838 | 2016 GC360               | 1 aprile 2016     | Pan-STARRS          |
| 787839 | 2016 GT391               | 5 aprile 2016     | Pan-STARRS          |
| 787840 | 2016 HF9                 | 26 ottobre 2009   | Mount Lemmon Survey |
| 787841 | 2016 HM10                | 20 gennaio 2015   | Spacewatch          |
| 787842 | 2016 HY13                | 30 aprile 2016    | Pan-STARRS          |
| 787843 | 2016 HN18                | 5 febbraio 2011   | Pan-STARRS          |
| 787844 | 2016 HS21                | 30 aprile 2016    | Mount Lemmon Survey |
| 787845 | 2016 HO22                | 1 febbraio 2006   | Spacewatch          |
| 787846 | 2016 HB26                | 6 marzo 2011      | Mount Lemmon Survey |
| 787847 | 2016 HH28                | 27 aprile 2016    | Mount Lemmon Survey |
| 787848 | 2016 HW31                | 30 aprile 2016    | Mount Lemmon Survey |
| 787849 | 2016 HG32                | 16 aprile 2016    | Pan-STARRS          |
| 787850 | 2016 HO32                | 30 aprile 2016    | Spacewatch          |
| 787851 | 2016 HJ33                | 30 aprile 2016    | Pan-STARRS          |
| 787852 | 2016 HP33                | 17 gennaio 2015   | Pan-STARRS          |
| 787853 | 2016 HE35                | 30 aprile 2016    | Pan-STARRS          |
| 787854 | 2016 HA39                | 30 aprile 2016    | Pan-STARRS          |
| 787855 | 2016 HV42                | 30 aprile 2016    | Pan-STARRS          |
| 787856 | 2016 HG43                | 17 febbraio 2015  | Pan-STARRS          |
| 787857 | 2016 HK44                | 19 gennaio 2015   | Pan-STARRS          |
| 787858 | 2016 HY44                | 21 novembre 2014  | Pan-STARRS          |
| 787859 | 2016 HA47                | 20 gennaio 2015   | Pan-STARRS          |
| 787860 | 2016 HB50                | 30 aprile 2016    | Pan-STARRS          |
| 787861 | 2016 HE51                | 30 aprile 2016    | Pan-STARRS          |
| 787862 | 2016 JL3                 | 12 aprile 2016    | Pan-STARRS          |
| 787863 | 2016 JB41                | 6 maggio 2016     | Pan-STARRS          |
| 787864 | 2016 JM42                | 1 maggio 2016     | Pan-STARRS          |
| 787865 | 2016 JP42                | 13 maggio 2016    | Pan-STARRS          |
| 787866 | 2016 JF47                | 2 maggio 2016     | Mount Lemmon Survey |
| 787867 | 2016 JP51                | 30 novembre 2008  | Mount Lemmon Survey |
| 787868 | 2016 JQ51                | 1 maggio 2016     | Pan-STARRS          |
| 787869 | 2016 JV51                | 4 maggio 2016     | Pan-STARRS          |
| 787870 | 2016 JC54                | 3 maggio 2016     | Mount Lemmon Survey |
| 787871 | 2016 JR54                | 10 maggio 2016    | Mount Lemmon Survey |
| 787872 | 2016 JU54                | 6 maggio 2016     | Pan-STARRS          |
| 787873 | 2016 JT56                | 7 maggio 2016     | Pan-STARRS          |
| 787874 | 2016 JA57                | 8 ottobre 2007    | Mount Lemmon Survey |
| 787875 | 2016 JT59                | 1 maggio 2016     | CTIO-DECam          |
| 787876 | 2016 JK60                | 6 maggio 2016     | Pan-STARRS          |
| 787877 | 2016 JS65                | 1 maggio 2016     | Pan-STARRS          |
| 787878 | 2016 JQ66                | 3 maggio 2016     | Mount Lemmon Survey |
| 787879 | 2016 JO70                | 5 maggio 2016     | Pan-STARRS          |
| 787880 | 2016 JT70                | 1 maggio 2016     | Pan-STARRS          |
| 787881 | 2016 JV71                | 20 gennaio 2015   | Pan-STARRS          |
| 787882 | 2016 JG72                | 19 gennaio 2015   | Pan-STARRS          |
| 787883 | 2016 JD75                | 1 maggio 2016     | Pan-STARRS          |
| 787884 | 2016 JB76                | 1 maggio 2016     | CTIO-DECam          |
| 787885 | 2016 JM77                | 1 maggio 2016     | CTIO-DECam          |
| 787886 | 2016 JB81                | 1 maggio 2016     | CTIO-DECam          |
| 787887 | 2016 JH82                | 1 maggio 2016     | CTIO-DECam          |
| 787888 | 2016 JC83                | 1 maggio 2016     | CTIO-DECam          |
| 787889 | 2016 JU83                | 27 gennaio 2015   | Pan-STARRS          |
| 787890 | 2016 JN86                | 1 maggio 2016     | CTIO-DECam          |
| 787891 | 2016 KP                  | 13 marzo 2016     | Mount Lemmon Survey |
| 787892 | 2016 KU1                 | 31 marzo 2008     | CSS                 |
| 787893 | 2016 KP6                 | 2 novembre 2007   | Mount Lemmon Survey |
| 787894 | 2016 KS6                 | 4 maggio 2016     | Pan-STARRS          |
| 787895 | 2016 KL15                | 30 maggio 2016    | Pan-STARRS          |
| 787896 | 2016 LX4                 | 5 maggio 2016     | Mount Lemmon Survey |
| 787897 | 2016 LA14                | 18 gennaio 2012   | Mount Lemmon Survey |
| 787898 | 2016 LB14                | 5 giugno 2016     | Pan-STARRS          |
| 787899 | 2016 LA17                | 5 giugno 2016     | Pan-STARRS          |
| 787900 | 2016 LS20                | 4 giugno 2016     | Mount Lemmon Survey |

## 787901–788000
| Nome   | Designazione provvisoria | Data di scoperta  | Scopritore          |
| ------ | ------------------------ | ----------------- | ------------------- |
| 787901 | 2016 LK23                | 30 maggio 2016    | Pan-STARRS          |
| 787902 | 2016 LX24                | 5 giugno 2016     | Pan-STARRS          |
| 787903 | 2016 LK27                | 30 maggio 2016    | Pan-STARRS          |
| 787904 | 2016 LW27                | 5 giugno 2016     | Pan-STARRS          |
| 787905 | 2016 LC29                | 30 maggio 2016    | Pan-STARRS          |
| 787906 | 2016 LL36                | 5 giugno 2016     | Pan-STARRS          |
| 787907 | 2016 LL39                | 9 ottobre 2012    | Mount Lemmon Survey |
| 787908 | 2016 LP40                | 30 maggio 2016    | Pan-STARRS          |
| 787909 | 2016 LV40                | 22 settembre 2012 | Mount Lemmon Survey |
| 787910 | 2016 LR47                | 3 giugno 2016     | Pan-STARRS          |
| 787911 | 2016 LM54                | 7 giugno 2016     | Pan-STARRS          |
| 787912 | 2016 LY60                | 7 giugno 2016     | Pan-STARRS          |
| 787913 | 2016 LK61                | 7 giugno 2016     | Pan-STARRS          |
| 787914 | 2016 LW61                | 22 marzo 2015     | Pan-STARRS          |
| 787915 | 2016 LH64                | 11 dicembre 2013  | Pan-STARRS          |
| 787916 | 2016 LH66                | 29 dicembre 2014  | Pan-STARRS          |
| 787917 | 2016 LK67                | 17 gennaio 2015   | Pan-STARRS          |
| 787918 | 2016 LS67                | 5 giugno 2016     | Pan-STARRS          |
| 787919 | 2016 LD78                | 5 giugno 2016     | Pan-STARRS          |
| 787920 | 2016 LJ83                | 3 giugno 2016     | Pan-STARRS          |
| 787921 | 2016 LH84                | 5 giugno 2016     | Pan-STARRS          |
| 787922 | 2016 LL84                | 7 giugno 2016     | Pan-STARRS          |
| 787923 | 2016 LO85                | 8 giugno 2016     | Pan-STARRS          |
| 787924 | 2016 LW86                | 8 giugno 2016     | Pan-STARRS          |
| 787925 | 2016 LF88                | 11 giugno 2016    | Mount Lemmon Survey |
| 787926 | 2016 LU92                | 8 giugno 2016     | Pan-STARRS          |
| 787927 | 2016 LY93                | 5 giugno 2016     | Pan-STARRS          |
| 787928 | 2016 LL95                | 5 giugno 2016     | Pan-STARRS          |
| 787929 | 2016 LR99                | 5 giugno 2016     | Pan-STARRS          |
| 787930 | 2016 MN                  | 24 dicembre 2005  | Spacewatch          |
| 787931 | 2016 MF4                 | 3 luglio 2008     | Mount Lemmon Survey |
| 787932 | 2016 MD7                 | 28 giugno 2016    | Pan-STARRS          |
| 787933 | 2016 NF                  | 1 luglio 2016     | Pan-STARRS          |
| 787934 | 2016 NO4                 | 8 giugno 2016     | Pan-STARRS          |
| 787935 | 2016 NK13                | 7 giugno 2016     | Mount Lemmon Survey |
| 787936 | 2016 NT14                | 12 maggio 2011    | Spacewatch          |
| 787937 | 2016 NZ28                | 26 agosto 2012    | Pan-STARRS          |
| 787938 | 2016 NQ30                | 3 luglio 2016     | Mount Lemmon Survey |
| 787939 | 2016 NP43                | 4 settembre 2000  | Spacewatch          |
| 787940 | 2016 NO59                | 4 luglio 2016     | Pan-STARRS          |
| 787941 | 2016 NS60                | 28 luglio 2011    | Pan-STARRS          |
| 787942 | 2016 NV60                | 7 luglio 2016     | Pan-STARRS          |
| 787943 | 2016 NZ60                | 7 luglio 2016     | Pan-STARRS          |
| 787944 | 2016 NA62                | 17 giugno 2010    | Mount Lemmon Survey |
| 787945 | 2016 NC64                | 13 luglio 2016    | Pan-STARRS          |
| 787946 | 2016 NE65                | 24 settembre 2008 | Mount Lemmon Survey |
| 787947 | 2016 NU70                | 22 dicembre 2012  | Pan-STARRS          |
| 787948 | 2016 NL71                | 15 settembre 2012 | Mount Lemmon Survey |
| 787949 | 2016 NN73                | 23 dicembre 2012  | Pan-STARRS          |
| 787950 | 2016 NN76                | 4 luglio 2016     | Pan-STARRS          |
| 787951 | 2016 NR79                | 1 ottobre 2011    | Spacewatch          |
| 787952 | 2016 NT79                | 13 aprile 2015    | Pan-STARRS          |
| 787953 | 2016 NE80                | 7 luglio 2016     | Pan-STARRS          |
| 787954 | 2016 NO80                | 7 luglio 2016     | Pan-STARRS          |
| 787955 | 2016 NG84                | 31 gennaio 2013   | Mount Lemmon Survey |
| 787956 | 2016 NK86                | 20 settembre 2011 | Pan-STARRS          |
| 787957 | 2016 NM87                | 13 luglio 2016    | Pan-STARRS          |
| 787958 | 2016 NP89                | 14 luglio 2016    | Pan-STARRS          |
| 787959 | 2016 ND98                | 9 luglio 2016     | Mount Lemmon Survey |
| 787960 | 2016 NO107               | 4 luglio 2016     | Pan-STARRS          |
| 787961 | 2016 NB108               | 17 ottobre 2012   | Pan-STARRS          |
| 787962 | 2016 NM108               | 28 settembre 2000 | Spacewatch          |
| 787963 | 2016 NC109               | 13 luglio 2016    | Pan-STARRS          |
| 787964 | 2016 NJ109               | 13 luglio 2016    | Pan-STARRS          |
| 787965 | 2016 NK109               | 14 luglio 2016    | Mount Lemmon Survey |
| 787966 | 2016 ND110               | 4 luglio 2016     | Pan-STARRS          |
| 787967 | 2016 NZ110               | 11 luglio 2016    | Pan-STARRS          |
| 787968 | 2016 NV111               | 7 luglio 2016     | Pan-STARRS          |
| 787969 | 2016 NX111               | 9 luglio 2016     | Pan-STARRS          |
| 787970 | 2016 NM112               | 5 luglio 2016     | Pan-STARRS          |
| 787971 | 2016 NR118               | 14 luglio 2016    | Pan-STARRS          |
| 787972 | 2016 NJ120               | 11 luglio 2016    | Pan-STARRS          |
| 787973 | 2016 NH121               | 12 luglio 2016    | Pan-STARRS          |
| 787974 | 2016 NC133               | 7 luglio 2016     | Pan-STARRS          |
| 787975 | 2016 NW134               | 3 luglio 2016     | Mount Lemmon Survey |
| 787976 | 2016 NU136               | 11 luglio 2016    | Pan-STARRS          |
| 787977 | 2016 NK137               | 5 luglio 2016     | Pan-STARRS          |
| 787978 | 2016 NG138               | 4 luglio 2016     | Pan-STARRS          |
| 787979 | 2016 NU140               | 14 luglio 2016    | Pan-STARRS          |
| 787980 | 2016 NO142               | 7 luglio 2016     | Pan-STARRS          |
| 787981 | 2016 NO146               | 14 luglio 2016    | Pan-STARRS          |
| 787982 | 2016 NM147               | 9 luglio 2016     | Pan-STARRS          |
| 787983 | 2016 NG148               | 9 luglio 2016     | Pan-STARRS          |
| 787984 | 2016 NY153               | 16 ottobre 2012   | Mount Lemmon Survey |
| 787985 | 2016 NO154               | 8 luglio 2016     | Pan-STARRS          |
| 787986 | 2016 NA156               | 12 luglio 2016    | Mount Lemmon Survey |
| 787987 | 2016 NK161               | 11 luglio 2016    | Pan-STARRS          |
| 787988 | 2016 NP161               | 5 luglio 2016     | Pan-STARRS          |
| 787989 | 2016 NQ161               | 13 luglio 2016    | Pan-STARRS          |
| 787990 | 2016 NJ163               | 5 luglio 2016     | Pan-STARRS          |
| 787991 | 2016 NP163               | 9 luglio 2016     | Pan-STARRS          |
| 787992 | 2016 NS163               | 12 luglio 2016    | Mount Lemmon Survey |
| 787993 | 2016 NY164               | 22 gennaio 2015   | Pan-STARRS          |
| 787994 | 2016 NG165               | 3 gennaio 2014    | Spacewatch          |
| 787995 | 2016 NO166               | 14 luglio 2016    | Mount Lemmon Survey |
| 787996 | 2016 NR166               | 14 luglio 2016    | Pan-STARRS          |
| 787997 | 2016 NB167               | 6 luglio 2016     | Pan-STARRS          |
| 787998 | 2016 NA169               | 14 luglio 2016    | Pan-STARRS          |
| 787999 | 2016 NZ171               | 22 ottobre 2003   | DES                 |
| 788000 | 2016 NL173               | 11 luglio 2016    | Pan-STARRS          |